# HMS Shropshire
L'HMS Shropshire est un croiseur lourd de classe County de la Royal Navy lancé en 1928. Entre 1943 et 1949, il sert également dans la Royal Australian Navy.

## Carrière militaire
Sous pavillon australien, il participe à l’Invasion du golfe de Lingayen aux côtés des forces des États-Unis.